# 黃百韜
黃百韜（1900年9月9日—1948年11月22日）又作佰韜，一名伯韬，字焕然，号寒玉，外號雜牌將軍，原名黃新，天津府（今天津市）人，祖籍廣東省嘉應州（今廣東省梅州市梅江区），中華民國國民革命軍高级将领，徐蚌会战時與解放軍作戰，在碾莊戰役戰敗後死亡（国军方面称其自杀，解放军方面则指其係被击毙）。

## 姓名
在国共双方各种正式文电中，其姓名的写法有2种：黄百韬、黄伯韬。
1948年11月29日《申报》刊载黄百韬的题词“发扬正气”，落款是“黄百韬”。台湾官方公布的政府历史档案中，1948年7月黄發给国防部第三厅（作战）的电报，落款也是“黄百韬”。
但在蒋介石手令裏，一般都做“黄伯韬”。例如，1947年11月16日蒋介石手令总统府军务局，陆军整编第25师、整编第73师两师编为整编第三十五军并令黄伯韬出任该整编军军长的手令录底稿，即为“黄伯韬”。
解放军在碾庄战役完成歼灭黄兵团之前，一直称其为“黄伯韬”。但在碾庄战役结束后从战场上缴获黄本人佩戴的胸章上写的是“黄百韬”后，新华社1949年1月19日播发的消息《国民党第二兵团司令 邱匪清泉被击毙》开始，改称其为“黄百韬”。1991年修订出版《毛泽东选集》第二版时，在《关于淮海战役的作战方针》、《敦促杜聿明等投降书》等文章中把第一版使用的“黄伯韬”改为“黄百韬”。
其孙子立墓碑为“陆军二级上将 黄百韬  暨夫人 金素勤 之墓”
黄百韬原名黄新，字焕然。从军后由于读音很像“黄兴”，把字当名改称黄焕然。围剿红二军团时身为旅长，未及时救援师部被围歼，导致师长张振汉被俘，黄得以升任师长，部队不服气，只好调离该部，入陆军大学期间又改名为“百韬”。

## 早年
黃百韜之父為廣東省嘉應州人，曾在李鸿章淮军任下级军官，后并随淮军举家徙居天津，黄百韬也生於天津并在此长大。传言黄因为家境颇贫的缘故，身体清瘦，后又因秃顶，被人称为“黄秃子”。大约在13岁，黄百韬开始在直隶公立工业专门学校中學部学习。因家道中落，投入直隶省天津同乡的江蘇督军李纯（时称“李大帅”）部下当传令兵:309。李纯是直系核心，所部也是非河北人不用，贴身卫兵必须是天津知根知底的子弟。黄聪明伶俐，又有文化，李纯将心爱的一个婢女许给黄为妻。很快在黄妻协助下，推黄去江西第九混成旅学兵营，再是江苏军官教育团，再是李纯的金陵军官教育团学习，期间张宗昌为金陵军官教育团团长，因此有了师生名分。1920年10月12日李纯暴亡（一说自杀，一说被副官枪杀），黄没了靠山，毕业后只好入江苏省防军当排长、后晋升连长。
1924年第二次直奉战争奉军获胜入关，段祺瑞的中华民国临时政府成立。1925年初，張作霖以張宗昌在長江下游的江苏、上海有作戰經驗，任命張宗昌为蘇皖魯三省剿匪总司令，驻扎徐州，挾前「淞滬護軍使」、戰敗投奉之盧永祥揮軍南下，擊破直系齊燮元軍進佔南京:360。盧永祥於南京一帶網羅一些淞滬舊部增組「宣撫軍」，仍以張宗昌為總司令，率軍循滬寧鐵路東進:360。1月底，佔領上海:360。黄投降张宗昌，因师生关系，在张部快速擢升历任营长、团长。北伐战争时期已在張宗昌麾下徐源泉部升到旅長:309。1928年二次北伐中张宗昌的直鲁联军兵败蒋介石，所部被蒋吞并，隨徐源泉投效国民革命军:309。因在中原大战中作战有功，徐源泉所部扩编为第十六路军，基干部队只有第十军，下辖第41、48师，徐源泉兼任第48师师长，41师长是张振汉。
北伐期间，蒋部队曾遭到黄部顽强阻击，损失惨重，一度引起蒋注意。此时黄仅是张麾下一个营长。因此后来受到蒋特别召见，据说给蒋留下印象非常良好。不久黄因戰功從參謀升至團長。徐源泉作为湖北军阀，长期与贺龙、段德昌部红三军作战。黄新在几次拉锯战中颇为勇敢，出力甚多，被提拔为第41师第123旅旅长（第121旅旅长是丁治磐）。1932年3月，在号称“湘鄂西苏区的廣昌戰鬥”的瓦庙集战斗中，黄所部在被红军包围的情况下，血战七昼夜，负伤不下火线，最终等到援军抵达，成就典型的“中心开花”战法，徐源泉事后评价：毙敌五千，红军历年所缴之国军弹药，于此役消耗一空，洪湖剿“赤”之成功，全赖此役。黄伤愈后改任1932年3月的文家墩战斗中被贺龙歼灭过的第48师144旅旅长。1935年6月张振汉率第41师分三路驰援宣恩，黄指挥4个团首先抵达途中的忠堡，张振汉亲率的中路则在3公里外的狗皮岭被红二、六军团包围激战两昼夜后被俘；黄对红军兵力部署不清楚，没有全力来援，只是出动了2个团象征性的打了一下。忠堡战后，黄新因为“坚守忠堡”有功，被提升为第41师师长；突围出来的第41师官兵们指责他“援助不力，坐视长官被歼”。恰逢此时徐源泉被编遣回家，所部被中央嫡系化；借此事黄被免去军职，主动报名去陆军大学，并改名为黄百韬。黄進入陆军大学特别班第三期受训，与冯玉祥、鹿钟麟是同学:309。
陆大毕业后，黄任冯玉祥第六战区的司令长官部当参谋处长、后又去鹿钟麟的冀察战区任参谋长。鹿长官被免职后，黄调国民政府军事委员会军令部当中将高参。1940年前后，黄因为一篇军事论文获奖，得到了何应钦赏识，獲得何应钦举荐。1941年夏，由军委会军令部中将高参调任第三战区参谋长:309。由于是蒋、何所派遣，“黄到职后，颇不为顾所欢迎。”工作非常积极认真，而且人缘也尽量处理好，逐渐取得顾的支持和利用。黄在三战区主要做三件事，一是整顿军纪，二是皖南事变（时任三战区参谋长邹文华，参谋处长岳星明），三是浙赣战役。其中浙赣会战国军作战计划几乎全出自黄手笔，此战，中方基本与日军战平。黄无论在第六战区，还是第三战区，对军事作战均非常积极，经常亲临前线，直接参与指挥作战，甚至视察火线。但黄在第三战区整顿纪律，颇不容于当时官僚，顾祝同一方面是讨厌他，另一方面是看重他的才华。1944年，顾祝同所部第二十五军军长空缺，調黄任国民革命军第二十五军军长。

## 练兵
第二十五军虽然有东北军、川军背景，但此时已经彻底中央军化。在皖南事变中，第二十五军是围剿新四军的主力，与共产党仇恨极深。黄所接任的第二十五军，面临着国民革命军普遍的贪腐严重，军纪松弛，外强中干，色厉内荏，一触即溃的问题。黄从就任伊始，即大刀阔斧的对第二十五军进行整饬，严肃军纪，加强训练，因为黄能够身体力行、親自示範、起帶頭作用，加上他廉洁的作风，能与士兵同甘共苦的精神，和卓越的组织指挥才能，25军战力得到了很大的提高。黄还特别针对国军不善夜战和近战的缺点开展有针对性的训练，在黄的努力下，所部不仅军容整齐，且强于夜战和近战，射击搏斗均明显优于普通国军。

## 抗日战争时期
黄任军长期间，基本与日军处于拉锯状态。之後黃百韜到緬甸，與邱清泉將軍及國軍裝甲兵在孫立人將軍帶領之下，共同協助英軍保護油田免遭敵軍侵略
1945年日本投降，國軍各部隊急著接收日軍物資，和国军嫡系相比，黄自觉根基浅，结果所部被派往浙东上海一带接收，然而汤恩伯抢先接收重要物资，第二十五军只在上海走一个过场，后来更弄巧成拙，在接收过程中与美国人冲突，此事一度上报至国防部。不久后，黄因为成功招安汪精衛政權某部一个军，获得重奖。

## 第二次国共内战

### 苏北攻坚战
第二次国共内战爆发后，第二十五军即被派往苏北，担任攻坚苏北的作战任务，邵伯之战中受阻挡在邵伯外围，无法突入一步。即便黄最后亲临前线督战，仍无法突破解放军防线。此时，由于其他各路国军惨败，粟裕已有围歼第二十五军之势，黄迅速率第二十五军撤出。此战第二十五军损失近2000人，歼敌1000余人。
邵伯之战前，李默庵曾经问黄攻克邵伯可有困难，黄随意的说，少则三天，多则五天云云。战后黄百韬自己承認轻敌，责任在己。此后，第二十五军一路陪着苏北国军，先后攻克新安镇等战略要地，最终攻克苏北，大军入魯。

### 孟良崮惨败
由于国军王牌整編第七十四师师长张灵甫和第八十三师师长李天霞形如水火，当时按照国军编制，第七十四师本来归属李天霞纵队，后来张灵甫自作主张，宣布脱离李天霞，自己划归黄百韬纵队。张灵甫之所以歸附黄百韬部，是因為张灵甫雖然可以不聽李天霞命令，不過就算是名義上當李天霞部属，張亦無法接受，認為是奇耻大辱。此时黄百韬部除第二十五师外，还有第六十五师。
1947年1月2日，鲁南战役爆发后，张灵甫一路突飞猛进，粟裕则采取避敌锋芒的战术，诱敌深入。张灵甫以自己拥有强大装备，各路友军依托左右，兵锋突进迅速，连战告捷，但并未遭遇解放军主力，且己方被解放军游击队骚扰，部队日显疲惫。
此时，第二十五师与第七十四师之间的距离已经拉大到了10公里左右。由于解放军主力集体消失，黄遂给张灵甫发电，大意谓今敌情不明，恐敵军突然出现在兩师空隙中，所以希望張稍息片刻。张灵甫看到这份电报，嘲笑黃是「老黃牛」。很快第二十五师前锋的第一四八旅一部大约一个排的兵力突遭解放军袭击被全歼，随后第一四八旅与解放军零星部队多次遭遇，双方在几处要道上反复争夺，形势更加扑朔，而此时仍未发现解放军主力。黄百韬遂再次给张灵甫发电，说自己前锋遭到敌人袭击，恐敌人是要切断兩軍之间的联系，则第七十四师将处于进退不能的境地，并命令第七十四师收缩兵力，原地待命。
黄百韬听说第七十四师继续孤军冒进，就给张灵甫和前线总指挥汤恩伯分别打了电话，要张灵甫不要继续深入了，同时告诉汤恩伯，张灵甫部可能已经被解放军合围，要他命令张灵甫撤退。汤恩伯回答说顾祝同也指挥不了张灵甫。见第七十四师不肯撤退，黄百韬首先命令自己麾下的第二十五师，第六十五师迅速靠拢，并加速追赶第七十四师。不等第六十五师和第二十五师靠拢，黄部与第七十四师之间的联系便被切断。黄百韬随即命令第一四八旅发动强攻，以图打通与第七十四师联系，一路并未遭遇解放军强力阻击，但当第二十五师抵达附近唯一的高地天马岭一线时，终遭遇解放军坚决阻击，第一四八旅在损失几百人之后，停止了攻击。黄百韬亲临前线督战，第一四八旅一个团参谋告诉黄百韬附近一条小路或可偷袭。黄于是派他带一个营过去偷袭，并命令如发现解放军扼守小路，则原路返回，不要进攻。该团参谋冒险摸到那条小路附近，发现大约有一个班的解放军已经驻防在此，遂率部撤退，该部退回大路的时候，却被国军空军误以为是向后方穿插的解放军，遂进行轰炸，该团参谋被炸死，另损失士兵数名。
黄于是又指挥第一四八旅对解放军阵地发动了两次攻击，解放军虽然顽强固守，然而兵力有限，防守显得非常勉强。第七十四师被困孟良崮的第二天深夜，黄百韬从国防部得到第七十四师的布防图，看後大惊，赶紧命令战力强大的第四十旅、第一○八旅迅速推进，并命令第一四八旅不惜一切代价强攻天马岭。后来四十旅一部以损失500多人的代价，用了7个多小时内攻克天马岭的主峰，第一四八旅亦损失巨大，而解放军阻击第二十五军的兵力此时已经伤亡殆尽。
就在第二十五师、第六十五师准备向孟良崮全线推进的时候接到了国防部的电报，说第七十四师已经全军覆没。黄百韬赶紧指挥部队迅速撤退，粟裕在歼灭第七十四师后，本来准备再歼灭第二十五师一部，然而发现第二十五师突然之间就无影无踪了。整个孟良崮战役，第二十五师损失近3,000人。第七十四师即被全歼。黄百韬找到汤恩伯，主动表示自己愿意承当全部责任，后来各路将领都将责任推卸到张灵甫身上，加上顾祝同力保，黄百韬只受撤职留任处分。

### 崛起
在不久之后的临朐南麻战役中，黄曾拼死增援，但黄部在此战中的表现并未能勇冠全军，当时黄国梁的整编第64师刘镇湘旅同样有很好表现，然而黄部的特等射手在南麻牛心崮战斗中将华野七纵司令成钧击伤。
胶东扫荡成为黄军事生涯上一个亮点，当时整编第25师佔據胶东，胶东共军几乎没有与之抗衡的能力。当时整第25师和整第64师等齐头并进，重创了胶东解放军。但时因国军在中原战场空虚，蒋不待整25师将胶东扫荡完毕，即调往中原，此后整25师与刘伯承部多次遭遇，均有不俗表现，战功显赫。
1948年6月17日至7月6日之黄泛区中原大捷，是黄军事生涯的顶点。在解放军豫东战役第三阶段中，黄部本来用于增援兖州，当黄部奇兵突至时，粟裕毫无准备，结果将所围国军放出，但粟裕旋即集中兵力猛攻黄部，黄部在连日血战之下阵地已近崩溃。黄百韬在帝丘店地区亲自率2营部队在4辆坦克掩护下苦戰八晝夜，親率戰車救援第七十二軍，以兵团司令官身份反守为攻逆袭，黄百韬负伤仍死战不退，创造了国军战史上兵团司令带队冲锋之唯一战例。他的参谋长死劝也未拦住他，面对绝对优势华野部队，黄百韬部伤亡重大，团长李景春也重伤倒地，黄本人受伤，仍大呼口号，死战不退，部队受兵团司令官激励鼓舞，拼死猛冲猛打，一举夺回4、5个村庄，遏制了华野进攻势头，初步稳定了阵地。同时邱清泉也率部突袭解放军侧背，解放军被迫撤退，并损失惨重。因此役黄百韬於九月獲頒青天白日勳章，並被破格擢為陸軍第七兵團中將司令官。傳聞該晉升引起邱清泉等人不滿，最终造成邱清泉與黃百韜兩將領失和。

### 组建第七兵团
豫东大战之后，因黄部的卓越战功，及顾祝同的极力推荐，并为安抚杂牌军，顾祝同把伞兵部队改编的第三快速纵队和交警第二总队划给第七兵团。交警总队是军统的特务武装，自成体系，只听保密局的指挥，兵团指挥不动。伞兵部队是“天之骄子”，也不是兵团能指挥得了的；但是伞兵部队除了自己原来的装备，偕行不便的国防部配属的各种重武器，美式榴弹炮、重迫击炮和战防炮由兵团代管，极大补充了第二十五军的3个师：军属炮兵除了12门山炮，还有4门榴弹炮；各师除了4门山炮还有4门重迫击炮；每个团装备了几个火箭筒，团属迫击炮连；营属迫击炮排；每个连装备了几门60炮；全军装备超过了半美械军。
伞兵和交警总队调走后，国防部又把粤军余汉谋系第六十三、第六十四军编给了同样为广东籍的黄百韬的第七兵团。第六十四军军长黄国梁出任副司令，第二十五军副军长唐云山亦出任副司令。黄国梁因对内战态度悲观并未到任即离队，但仍保留副司令的身份，而黄在第二十五军军长的举荐中，受到国防部掣肘，最后能保举才能不高且关系较为疏远的陈士章出任。
第六十四军和第六十三军在抗战中以血战闻名，但因为属于杂牌，在装备上很弱。第六十三军在内战爆发后处于后备部队，基本未与解放军大战，并在仅有的几次作战中损失惨重，七兵团组建之后，余汉谋将第六十三军军长撤换为独臂将军陈章，此人在抗战中以勇敢闻名。第六十四军原军长黄国梁升迁整编第二军军长后离队，由刘镇湘出任军长。第六十四军本身极为倚重刘镇湘师，因此刘镇湘出任第六十四军军长属于最理想人选。无论在抗战还是内战中，刘镇湘均有很好表现，在内战中战功有时候甚至可以超越第二十五军。尤其在南麻临朐战役中，刘镇湘整编旅最先突破解放军防线，不仅领先整64軍其它各部，且领先整25軍。黄本人对刘镇湘印象极佳，黄的部属曾回忆说，在某次策应张灵甫作战中，第六十四军和第二十五军齐头并进，相互争先，取得了很好的战果。刘镇湘还有句口头禅：“我们连日本鬼子都不怕，难道还怕几个土八路？”刘镇湘被俘后，也曾承认自己狂妄自大，骄傲轻敌，害了第七兵团。豫东大战之后，第二十五军、第六十四军因为卓越战功，全体换为美式装备，战力得到提升。因为七兵团各军如此背景，兵团中很多部队指挥官并不将解放军放在眼里。
由于国军调动频繁，济南战役期间，徐州剿总直辖的第一百军也被归于七兵团建制，第一百军是国军嫡系，全副美式装备精锐部队，原为整编第83师李天霞部。孟良崮战役前，本是李天霞所部的张灵甫主动将自己划给黄百韬指挥，因而整83师与整25师矛盾很大，後来又在孟良崮战役失败后与整25师互相推脱责任。而第一百军又以嫡系自居，看不起“杂牌”出身的整个七兵团，又闻名黄作战过于勇猛，因此从归入七兵团建制后，便极力寻求脱离黄百韬指挥。
因为在豫东大战中损失惨重，第二十五军中较为弱小、受损惨重的川军第148师调驻宿县整补。黄百韬作战中常常将第148师摆在前面，因此第148师认为自己成了炮灰，和黄产生芥蒂。宿县整补期间，第148师各主官纷纷前往南京游说，寻求调动。淮海战役初期的宿县战役期间，曾经多次重创解放军的第148师在一夜之间被中野九纵全歼。

### 济南战役
济南战役期间，七兵团一部与邱清泉等组成北上兵团，准备救援济南，但畏惧于解放军强大的阻援兵团，北上兵团一直逡巡不敢进。
1948年9月下旬，山東省城济南失守，成為雙方優劣態勢轉變分水嶺。:295黄在之前曾对身边的人说，济南必失，此行必是白忙一场。济南果然很快失守，王耀武化装逃出被俘，北上兵团一直没有作为。济南战役前后，黄率第二十五军、第六十四军等各一部，突袭位于苏北解放军张光中等地方部队，获得重大胜利。

### 淮海战役
1948年8月，黃百韜駐軍在连云港附近的海州新安鎮一带。
10月下旬，蒋见东北廖耀湘兵團全軍覆沒，瀋陽已甚混亂，危在旦夕，即飛返南京，拟定“徐蚌会战计划”:189。南京政府国防部在淮海戰役之前，曾由何應欽召集會議，按照华中剿匪总司令部总司令白崇禧提出“守江必守淮”之方針:191。國軍決定徐州剿匪總司令部除以一至兩個軍堅守徐州據點外，將所有隴海路上城市放棄，集中一切可以集中之兵力于徐州、蚌埠之间津浦铁路两侧，作攻势防御，與解放军決戰:191-192。
10月29日，南京國防部舉行作戰會議，把“守江必守淮”構想提出討論，當經決定徐州剿匪總司令部方面，以一至兩個軍堅守徐州，所有隴海鐵路上次要城市，一律放棄:97:303。把所有兵力，集中於徐州、蚌埠間之津浦鐵路兩側地區，實施攻勢防禦，守淮（河）保（長）江，拱衛（南）京、滬（上海）:97:303。此一構想呈奉蔣核定後，參謀總長顧祝同即於11月3日，帶同作戰廳長郭汝瑰，前往徐州，召集剿匪總司令部所屬之高級將領，舉行會議，研討具體實施辦法:97:303。在會議上，第七兵團司令官黃曾說了一番痛切話：「陳毅主力（七個緃隊）業已由魯（山東）西、南南下，將會合其在（江）蘇北三個縱隊，夾擊我兵團。劉伯承部將從西南方向，牽制剿總各主力兵團，使不能應援我。如此擊破我兵團後，再循序逐次各個擊破其各兵團。」:97:303-304他並主張以徐州為中心，集結各兵團對東南西北各方向備戰，深溝高壘，打算作持久戰:97。黃這番話，在此前稍久，曾對劉峙說過，沒有甚麼反應，所以又在會上提出:97。根據以後事實，黃此一看法，可以說完全正確，只是沒有被採納重視，才招致惡果:97。而且這個方案最終也未及時實施。杜聿明對國防部主管作戰之參謀次長劉斐、作戰廳長郭汝瑰，都有點不放心，認為他們都有共產黨間諜嫌疑:100。

### 运河撤退
在开始前，根据中華民國国防部计划，黄部应从海州向西撤退至徐州附近的津浦铁路一带，以期集中兵力，对抗解放军刘伯承、邓小平和陈毅所部的军事进攻。
淮海战役前夕，徐州剿匪总司令部曾举行徐蚌前线最高军事会议，当时黄根据陈毅、粟裕南下动向，提议放弃苏北重镇海州，大军集结徐州，使用“乌龟战术”，（仿效拿破仑车轮战术）以防守防御战术待变，然后伺机歼敌。但是此方案遭到邱清泉等人嘲笑讥讽，不过最后在顾祝同赞同下，得以执行。11月4日，黄在回新安镇火车上，对部下喟叹这个计划批准的太晚。
回到新安镇后，黄开始部署大军撤退。在新安镇，他曾與陸軍大學同學、總統府戰地視察官李以劻深夜長談。此时奉命给黄部运送军粮弹药等补给的兵站，在总撤退形势下，将所有物資直接运抵徐州，导致黄部库存粮食弹药均不多，日后在碾庄所需补给绝大部分依靠空投。但是正在黄百韬奉命执行转移时，却因刘峙命其等待撤退之第四十四军，故比原计划推迟两天开始。第四十四军是川军，军长王泽浚，装备奇差，很多部队甚至使用二战前中國国产标准装备汉阳造，其主要装备，连地方部队都不屑一顾。在此期间，又因军务繁忙，且缺乏必要人员装备，同时因为黄大意（一说黄曾向刘希望徐州工兵搭浮桥，但是徐州方面迟迟不来），迟迟未在京杭运河上架设浮桥。
黄兵团原定11月5日開拔，向大運河以西撤退:305。但因接應掩護由海州撤退之第九绥靖区及第四十四军，行動迟滯，以致耽誤兩天:305。於11月7日才按照順序，沿隴海鐵路向西移動:305。第六十三軍則由新安鎮西南之窰灣渡運河西撤:305。運河上只有一座鐵橋，大兵團擁擠一起，加上眷屬行李，以及隨軍撤退之地方行政和黨務人員，無法從橋上迅速通過:305。

### 碾庄战役
而此时解放军粟裕部已奉命兼程在途中拦阻并攻击黄百韬所部。陳毅以一部阻擊徐州方面國軍，主力圍殲黃百韜兵團:106。11月7日，蔣在黃埔官邸召集軍事會議，會上已接到黃百韜兵團被圍消息，決定以李彌兵團守徐州，令邱清泉、孫元良兩兵團回徐州東進，以解碾莊黃百韜兵團之危:368。由此證明統帥部對於前線情況並不確切了解:368。11月8日，原駐徐州東北棗莊、台兒莊地區之第三绥靖区所屬第五十九軍、第七十七軍，此時在中國共產黨地下党员、绥靖区副司令官何基沣、张克侠率领，四分之三以上之官兵投向中國共產黨:305。解放軍因得第三綏靖區馮治安、張克俠所部三個半師陣前起變，以主力迅速南下，佔領徐州以東碾莊至曹八集一帶地區，把原駐新安之黃百韜兵團隔絕包圍:368。粟裕後來給中央報告，說戰機就是四小時；如果何基灃、張克俠不投共，就沒有包圍黃百韜的戰機。
黃百韜撤退目標，第一步是碾莊，各軍到碾莊會齊後，再往西向八義集，大許家開進:306。因為一座橋不夠用，他令第二十五軍及第一百軍，分別在牛山、砲車兩處佔領陣地，對東、北兩方警戒，掩護第六十三、六十四、四十四3個軍通過運河:306。解放軍陳毅部，先以其第二、十一、十二3個縱隊，把第六十三军包圍於窰灣，經過2天多血戰，該軍主力覆沒，其強渡運河一部，也在運河西岸落敗:306。第二十五軍因為掩護友軍，遭受創傷:306。第一百军之第四十四師渡過運河之後，沒有遵令到碾莊集中，直奔八義集，也被解放軍夾擊殲滅:306。在這場序戰中，黃百韜部即損失五分之一以上兵力:306。
第六十三军陈章因为盲目自大被全歼，第一百军主力第四十四师因与第二十五军内讧，第二十五军一部留守运河大桥，在极紧张之情况下，过早炸毁运河大桥，导致第四十四师主力无法过河，遭到华东野战军重大打击。第四十四师师长刘声鹤负气率残部离开第七兵团，旋被全歼。第四十四军、第二十五军及第一百军余部，在过河过程中同样遭受巨大损失，士兵逃亡严重，自相践踏死亡，不在少数，同时遭到中国人民解放军炮击。因此，第七兵团原本号称12万，过河后，仅余7万人，且辎重损失惨重。此时第七兵团5个军，仅剩第二十五军、第四十四军、第六十四军、第一百军4个军不满员部队（第二十五军第一四八师一直在宿县，第一百军第十九师早在济南战役已被全歼，第四十四军第一六二师第四八六团在扬州未归建）。
黃百韜於兵團主力渡過運河後，召集各軍長在碾莊開會:306。在华野主力尚在大运河以东情况下，第七兵团其他各军长包括黄伯韬都主张依照兵團既定部署，兼程前進，向徐州快速靠拢，撤向大許家。第二十五军军长陈士章说豫东大战第二十五军和第七十二军只隔二十里，炮火连天，都始终冲不开共军的隔绝，现在大军留在孤地绝境，指望邱清泉远道而来解救根本痴人说梦。有人說：「西走一里好一里。……現在留在此地，萬一被圍，若想友軍來援，恐不可靠。」。但在西撤中基本没受损失、部队最为完整的第六十四军军长刘镇湘执意就地坚守，说下一站大许家黄百韬给该军分配的驻地是一座土山，他不喜欢，而且在碾庄已经修筑好阵地，一定要跟共军打一仗、憑藉第十三兵团早已建设好的碾庄陣地固守待援。:306。黄百韬犹豫不定，向徐州剿总总司令刘峙请示，刘峙让他自己决定。恰巧国防部来一道电令：大意是黃百韜兵團未過運河，已受挫失，如繼續行進，萬一被解放軍尾追，恐有被擊破之慮:306。當前行止，由黃百韜視狀況自行決定:306。如有必要，在碾莊集結整頓，打退敌人之後再走亦可:306。黄百韬考虑再三，最后同意了就地坚守的方案。华野主力第一、二、四、六、九、十一、十二、十三、新八等9個縱隊全部渡过大运河，稳稳当当把第七兵团围困在碾庄。:306-307。
11月9日，杜聿明回到南京，發覺國軍主力還在徐州附近，黃百韜兵團且已被圍:307。前面所說在蚌埠附近決戰之計劃，已經不能實施:307。

### 留守碾庄
黄见势不妙，希望李弥第十三兵团协助撤退。李弥拿出刘峙命令，执意按计划回撤，拒绝援助。李弥拒绝对第七兵团掩护，以致黃第七兵團侧翼门户洞開。解放军行军速度超出预料，在一日之內，华东野战军3个纵队，就攻占碾莊与徐州之间曹八集等各据点要道。最终華野粟裕部及时阻截，并初步重兵包圍。此时七兵团仍可前往曹八集还有很大机会与徐州出来接应之部队会师，但七兵团主力之第六十四军军长刘镇湘极度抵制，而黄百韬此时也心灰意冷，又遥想豫东大战的战况，同时在南京支持下，决意就地固守。
黄百韬作战强调以攻为守，在最初几天的作战中，曾组织兵力对立足未稳的解放军发动局部逆袭，取得良好效果，当时国军空军的一个报告中指出：某日，黄兵团发动逆袭，包围徐庄，歼敌千余。
11月10日下午，蔣在官邸會報中，核定國防部所提新作戰計劃，並囑杜聿明即刻回徐州指揮執行:307。杜聿明集團三個兵團和李延年兵團由徐州、固鎮分途赴援，被解放軍頑強抵抗，打不過去:109。蔣催李彌、邱清泉各部兵團馳援。邱部之主力國民革命軍第五军迟迟不肯全面出击，而李弥也并不积极，因此夜以繼日一連猛攻十天，才進展三十多華里，離碾莊還有四十多華里，黃兵團已無力支持下去:101。
1948年11月12日，蒋介石给黄百韬下达杀俘手令“凡有俘匪，必须就地处决或即释回，切勿留置我阵地范围之内，务特注意”11月14日执行杀俘令，第六十四军159师477团团长黄大铿在碾庄地区撤出小王庄前令三营副营长吕树明率七连一个班以机枪射杀解放军23个被俘的人员与伤员。
11月15日，顧祝同由南京乘飛機到徐州，督促徐州剿匪總司令部副總司令杜聿明「率部東進解圍」:350期間，顧祝同曾親到徐州督戰，也曾坐飛機到碾莊上空跟黃百韜通話打氣:101。刘镇湘劝黄百韬突围，黄说：「我老了，而且多病，作俘虏我走不动，也不难为情。我牺牲了，还可使别人知道有忠心耿耿的国民党人，或可使那些醉生梦死的人醒悟过来，国民党或许还有希望。你年纪还轻，尚有可为，希望你突围出去，再为党国做点事」。

## 力战阵亡
1948年11月22日，第六十三軍軍長陳章於窰灣之戰敗陣後身亡。同日黃百韬兵團覆滅於碾莊地区。共军方面称黄百韬是被击毙的，而国军方面则声称他最后用手槍自杀:309。死前，他拿出一张照片，背面写：“黄伯韬尽忠报国”，请杨廷宴转交蒋介石委员长。
黃百韜死前，曾告訴第二十五軍副軍長楊廷宴說：「我有三件事想不通：一、我為什麼那麼傻，要在新安鎮等第四十四軍兩天？二、我在新安鎮等兩天之久，為甚麼不知道早點在運河上架幾座浮橋？三、李彌兵團既然以後要向東來援救我，為什麼當初他不在曹八集附近掩護我西撤？」:102:310-311
黄百韬兵团的覆滅，使解放军在兵力对比上转为优势，并掌握了战役的主动权。黃百韜兵團的覆滅事實上已决定了淮海战役的胜负。
1949年1月，中華民國政府追其為陸軍上將並於南京鍾山舉行國葬（墓址在太平门外曹古山国葬区），由中華民國總統蒋中正親自主持，並再追贈其青天白日勳章。同年4月，中国人民解放军攻佔南京，中華民國政府再將其骨骸遷葬於台灣五指山公墓上將區。此外在南京太平门外蒋王庙李文忠墓后山亦有黄百韬墓，可能为其衣冠冢，2023年9月入选南京市文物保护单位。1960年，已經撤退到台灣的國民政府正興建了一條中橫公路，為紀念黄百韬而在中橫公路的宜蘭支線一座橋題名「百韬橋」，這座橋現今位在台7甲線起點。

## 逸聞
1957年10月29日，黃百韜之子黃效先因1956年5月10日犯下命案被判死刑。在黃母的求情下，當時的中華民國總統蔣介石因黃百韜功勳，不忍黃家血脈就此中斷，而親自在11月12日下令減刑改處無期徒刑。1969年，獲假釋出獄。
民間傳說黃妻係攜黃百韜生前所獲青天白日勳章申求而得解，使民間誤會該勳章有「免死金牌」之用，然事實上青天白日勳章無法當作免死金牌。